# El ala rota
El ala rota és una novel·la gràfica de 2016 del guionista Antonio Altarriba i del dibuixant kim. Juntament amb El arte de volar (2009), dels mateixos autors, forma un díptic que retrata la història política i social de l'Espanya del segle XX des del punt de vista dels espanyols que es van veure obligats a guardar silenci durant la dictadura franquista.
Altarriba apel·la a la seva memòria familiar per relatar la història i si a la primera part, El arte de volar, fou el seu pare el protagonista de la història, a El ala rota és la seva mare qui pren el relleu.
Altarriba va voler posar la figura de la seva mare al centre del guió per tal de corregir la perspectiva de El arte de volar, en el qual el pare havia assumit tot el protagonisme i la mare havia quedat relegada al paper d'un personatge secundari i desdibuixat. Així, prenent la mare com a figura conductora de la història, Altarriba compensà el seu anterior còmic i la mare, que feia de contrapunt conservador i religiós al pare anarquista i anticlerical, esdevé la protagonista a El ala rota. En aquesta segona part, a més, Altarriba reivindica la figura de les dones i "denuncia la seva supeditació al poder masculí de la societat" i a l'Església durant la dictadura.

## Argument
Petra Ordóñez, la mare del guionista Antonio Altarriba, neix a Pozuelo de la Orden (Valladolid) el 1918 en un difícil part en el qual la mare mort. El marit intenta matar a la nounada Petra, a qui responsabilitza de la desgràcia. Com a conseqüència de l'agressió, a Petra se li queda el braç esquerra immòbil, però ho manté en secret tota la seva vida i només ho revela al seu fill en els darrers dies de la seva vida, quan ja està agonitzant en una residència de monges. A partir d'aquest fet, Antonio Altarriba reconstrueix la història de la vida de la seva mare, una dona devota i patidora, que ha sigut maltractada en un país catòlic i masclista. El còmic esdevé un repàs a la història política espanyola del segle xx, passant per episodis com la caiguda de la monarquia, la proclamació de la segona república, la guerra civil, la dictadura de Franco, l'exili i la Segona Guerra Mundial.

## Palmarès
El ala rota fou elegit millor còmic nacional publicat el 2016 per part de les llibreries especialitzades integrades a "Zona Cómic", de la Confederació de Gremis i Associacions de Llibrers (CEGAL). El còmic d'Altarriba i Kim es va imposar als finalistes Jamás tendré 20 años de Jaime Martín, La Visión 01. Visiones del futuro, de Tom King i Gabriel Hernández Walta, i Lamia de Rayco Pulido. El premi va consistir en un trofeu exclusiu realitzat per l'escultor Marco Navas.
El còmic també fou nominat al premi a la millor obra en el Saló Internacional del Còmic de Barcelona de 2017.